# Atherigona tuberculata
Atherigona tuberculata är en tvåvingeart som först beskrevs av Malloch 1923.  Atherigona tuberculata ingår i släktet Atherigona och familjen husflugor.
Artens utbredningsområde är Kongo. Inga underarter finns listade i Catalogue of Life.